# Posio
Posio là một đô thị Phần Lan.

Vị trí trong Phần Lan

Đô thị này nằm ở tỉnh Lapland. Dân số là 4.526 người với diện tích là 3.541,45 km² trong đó 490,46 km² là diện tích mặt nước. Mật độ dân số là 1.5 người mỗi km².
Đây là đô thị chỉ sử dụng tiếng Phần Lan.